# Achillea acuminata
Achillea acuminata là một loài thực vật có hoa trong họ Cúc. Loài này được (Ledeb.) Sch.Bip. mô tả khoa học đầu tiên năm 1855.